# L'isola dei famosi (diciannovesima edizione)
La diciannovesima edizione del reality show L'isola dei famosi è andata in onda in prima serata su Canale 5 dal 7 maggio al 2 luglio 2025. Si è trattata della decima edizione consecutiva trasmessa da Mediaset, con la conduzione di Veronica Gentili per la prima volta, affiancata in studio dall'opinionista Simona Ventura, e con la partecipazione dell'inviato Pierpaolo Pretelli. È durata 57 giorni, ha avuto 22 naufraghi e 10 puntate e si è tenuta presso Cayos Cochinos (Honduras). Il motto di questa edizione è stato L'isola non dorme mai.
Le vicende dei naufraghi sono state trasmesse da Canale 5 in prima serata al mercoledì e al lunedì (solo la seconda e la settima puntata), mentre la trasmissione delle strisce quotidiane nel day-time è stata affidata a Canale 5 (dal lunedì al sabato) e ad Italia 1 (tutti i giorni). Inoltre su La5 e su Mediaset Extra (tutti i giorni) è stato trasmesso il day-time con aggiunta di materiale inedito con il titolo de L'isola dei famosi - Extended Edition, la cui durata era di 185 minuti.
L'edizione si è conclusa con la vittoria di Cristina Plevani, che si è aggiudicata il montepremi di 100000 €.

## Produzione
In questa edizione vi è stato il ritorno della suddivisione del cast dei naufraghi, in Senatori (gruppo con gli over quarantenni) e Giovani (gruppo con gli under quarantenni).
A differenza delle ultime quattro edizioni, in cui il reality è iniziato nei mesi di marzo o aprile, questa edizione è iniziata nel mese di maggio, ed è la prima volta in assoluto che va in onda nella programmazione primavera-estate dell'emittente.
Inizialmente era stata annunciata la partecipazione della concorrente Ibiza Altea, confermata a poche ore prima della puntata nella squadra dei Giovani. Tale partecipazione salta in seguito a motivi personali e viene comunicata al pubblico, al termine della prima puntata, dalla conduttrice e dall'inviato Pierpaolo Petrelli.
Questa edizione è inoltre la prima a vedere due concorrenti che dapprima si ritirano ma che poi decidono spontaneamente di riprendere il gioco, Angelo Famao e Leonardo Brum. La decisione del loro rientro però ha scatenato delle polemiche da parte del pubblico anche in riferimento alle regole del gioco. Successivamente, il 16 maggio 2025, viene annunciato il ritiro definitivo di entrambi i concorrenti. In particolare, il televoto che vedeva Leonardo Brum coinvolto è stato sospeso.
Nel corso della terza puntata andata in onda il 21 maggio 2025 Camilla Giorgi, la quale aveva già dovuto abbandonare la Playa a causa di una storta, si ritira dal gioco a causa di gravi problemi familiari. Nella stessa puntata anche Nunzio Stancampiano e Samuele "Spadino" Bragelli si ritirano dal programma.
Il 23 maggio 2025 Antonella Mosetti decide di ritirarsi dal gioco per motivi personali.
Nel corso della quarta puntata andata in onda il 28 maggio 2025 Carly Tommasini è costretta a ritirarsi dal gioco per problemi di salute.
Per la quarta volta nella storia del programma, dopo 6 anni, in semifinale vi è una quadrupla eliminazione, inoltre vi è un ritorno alla formula di finale con cinque naufraghi, rispetto alle ultime quattro edizioni che ne hanno contati sei.
In questa edizione vi è stato un ritorno alle origini per quanto riguarda la proclamazione dei finalisti: il primo concorrente ad accedere all'ultima puntata, veniva infatti eletto generalmente fra la terzultima e penultima puntata, cosa che invece quest'anno non è accaduta poiché il primo finalista è stato direttamente eletto nel corso della semifinale insieme ai restanti. 
Inizialmente la finale del programma era prevista per mercoledì 16 luglio 2025 con una durata di 11 puntate e 71 giorni di permanenza sull'isola,  ma a causa del brusco calo di ascolti, l'emittente ha deciso di ridurre la messa in onda anticipando la finale a due settimane prima, il 2 luglio, con 10 puntate e 57 giorni di permanenza sull'isola. 
Per il quinto anno consecutivo, 
la finale e la proclamazione del vincitore è avvenuta in Honduras.
Per la prima volta nella storia del programma, la finalissima vede coinvolti 3 naufraghi anziché 2 a contendersi il titolo di vincitore del programma. 
Il programma vede la vittoria di una donna dopo ben 10 anni e si tratta di Cristina Plevani la quale, 25 anni prima, vinse la prima edizione del Grande Fratello. Insieme a Walter Nudo, vincitore della prima Isola dei famosi e del terzo Grande Fratello nella versione VIP, raggiunge il record delle due vittorie in due reality storici e più longevi della televisione italiana.

### Sigla
Oltre alla classica sigla del programma, prima e dopo la pubblicità viene utilizzata come sigla la canzone Matera, dal film No Time to Die. Inoltre, la sigla principale ha subìto nuovamente delle modifiche.

## Conduzione
Per la prima volta la conduzione è stata affidata a Veronica Gentili (subentrata a Vladimir Luxuria che ha condotto l'edizione precedente) e il ruolo di inviato è ricoperto da Pierpaolo Pretelli (subentrato ad Elenoire Casalegno), mentre l'opinionista è Simona Ventura (subentrata a Dario Maltese e a Sonia Bruganelli).

## Ambientazione

### L'isola
Anche per questa edizione è stata confermata la location di Cayos Cochinos in Honduras. Il luogo dove i concorrenti siedono per le nomination è chiamato Palapa e sulla spiaggia antistante vi è la Palapa esterna, suddivisa anche con altre zone: il Molo dove vengono presentati nuovi naufraghi, prima del loro sbarco; La Tana dei serpenti dove avvengono i confronti tra i concorrenti, il più delle volte; Playa Uva dove vivono i naufraghi dal giorno 1 al giorno 15 per poi spostarsi e soggiornare dal giorno 15 su Playa Dos e infine Playa Montecristo, un'isola dove alcuni concorrenti non salvati dai loro compagni hanno un compito come quello di vendicarsi o vengono spediti a seguito di un qualche provvedimento disciplinare. Esattamente come è successo nella diciassettesima edizione è presente, a partire dalla terza puntata, anche un'Isola alternativa chiamata Ultima Spiaggia dove approdano i concorrenti eliminati e decidono se continuare o no il gioco.

### Lo studio
Il programma va in onda dallo studio 20 del Centro di produzione Mediaset di Cologno Monzese con una scenografia completamente rinnovata ma simile a quella dell'edizione precedente realizzata nello studio Robinie di Cologno Monzese (Milano).

## I naufraghi
L'età dei concorrenti si riferisce al momento dello sbarco sull'isola.
| Concorrente                | Età     | Professione                                | Giorni | Luogo di nascita | Stato                |
| -------------------------- | ------- | ------------------------------------------ | ------ | ---------------- | -------------------- |
| Cristina Plevani           | 52 anni | Personaggio TV                             | 1-57   | Iseo             | Vincitrice           |
| Mario Adinolfi             | 53 anni | Giornalista, politico                      | 1-57   | Roma             | Secondo classificato |
| Gennaro "Jey" Lillo        | 28 anni | Illusionista, influencer                   | 22-57  | Napoli           | Terzo classificato   |
| Omar Fantini               | 52 anni | Conduttore radiofonico, comico             | 1-57   | Bergamo          | Quarto classificato  |
| Loredana Cannata           | 49 anni | Attrice, attivista                         | 1-57   | Ragusa           | Quinta classificata  |
| Teresanna Pugliese         | 37 anni | Personaggio TV                             | 1-57   | Napoli           | Eliminata            |
| Patrizia Rossetti          | 66 anni | Conduttrice TV                             | 1-50   | Montaione        | Eliminata            |
| Dino Giarrusso             | 50 anni | Giornalista, speaker radiofonico, politico | 6-50   | Catania          | Eliminato            |
| Paolo Vallesi              | 58 anni | Cantante                                   | 1-50   | Firenze          | Eliminato            |
| Jasmin Melika Salvati      | 25 anni | Personaggio TV                             | 22-50  | Egitto           | Eliminata            |
| Ahlam El Brinis            | 28 anni | Modella                                    | 22-43  | Padova           | Eliminata            |
| Mirko Frezza               | 51 anni | Attore                                     | 1-43   | Roma             | Eliminato            |
| Chiara Balistreri          | 22 anni | Personaggio TV                             | 1-41   | Bologna          | Eliminata            |
| Alessia Fabiani            | 48 anni | Attrice, showgirl                          | 1-22   | L'Aquila         | Eliminata            |
| Carly Tommassini           | 26 anni | Attivista                                  | 1-22   | Motta di Livenza | Ritirata             |
| Antonella Mosetti          | 49 anni | Showgirl, onlyfanser                       | 1-17   | Roma             | Ritirata             |
| Nunzio Stancampiano        | 22 anni | Ballerino                                  | 1-15   | Adrano           | Ritirato             |
| Samuele "Spadino" Bragelli | 26 anni | Personaggio TV                             | 1-15   | Roma             | Ritirato             |
| Camila Giorgi              | 33 anni | Ex tennista                                | 1-15   | Macerata         | Ritirata             |
| Angelo Famao               | 29 anni | Cantante neomelodico                       | 1-9    | Gela             | Ritirato             |
| Leonardo Brum              | 34 anni | Modello                                    | 1-9    | Rio De Janeiro   | Ritirato             |
| Lorenzo Tano               | 29 anni | Imprenditore digitale, personaggio TV      | 1-6    | Roma             | Eliminato            |

### Riepilogo delle categorie e dei luoghi
Nella seguente tabella è illustrata la categoria di ciascun concorrente e/o il luogo in cui si trova:

| Concorrente                | Settimana 1                    | Settimana 2                        | Settimana 2                        | Settimana 2                        | Settimana 3                        | Settimana 3                        | Settimana 4                         | Settimana 5                         | Settimana 5                         | Settimana 6                         | Settimana 7                         | Settimana 8                         | Ultima settimana                    |
| -------------------------- | ------------------------------ | ---------------------------------- | ---------------------------------- | ---------------------------------- | ---------------------------------- | ---------------------------------- | ----------------------------------- | ----------------------------------- | ----------------------------------- | ----------------------------------- | ----------------------------------- | ----------------------------------- | ----------------------------------- |
| Cristina Plevani           | Senatori (Giorni 1-15)         | Senatori (Giorni 1-15)             | Senatori (Giorni 1-15)             | Senatori (Giorni 1-15)             | N.D.                               | N.D.                               | N.D.                                | N.D.                                | N.D.                                | N.D.                                |                                     |                                     |                                     |
| Cristina Plevani           | Playa Uva (Giorni 1-15)        | Playa Uva (Giorni 1-15)            | Playa Uva (Giorni 1-15)            | Playa Uva (Giorni 1-15)            | Playa Dos (Giorni 15-)             | Playa Dos (Giorni 15-)             | Playa Dos (Giorni 15-)              | Playa Dos (Giorni 15-)              | Playa Dos (Giorni 15-)              | Playa Dos (Giorni 15-)              |                                     |                                     |                                     |
| Dino Giarrusso             | Non in gara                    | Senatori (Giorni 6-15)             | Senatori (Giorni 6-15)             | Senatori (Giorni 6-15)             | N.D.                               | N.D.                               | N.D.                                | N.D.                                | N.D.                                | N.D.                                |                                     |                                     |                                     |
| Dino Giarrusso             | Non in gara                    | Playa Uva (Giorni 6-15)            | Playa Uva (Giorni 6-15)            | Playa Uva (Giorni 6-15)            | Playa Dos (Giorni 15-29)           | Playa Dos (Giorni 15-29)           | Playa Dos (Giorni 15-29)            | Playa Dos (Giorni 15-29)            | Ultima spiaggia (Giorni 29-)        | Ultima spiaggia (Giorni 29-)        |                                     |                                     |                                     |
| Gennaro "Jey" Lillo        | Non in gara                    | Non in gara                        | Non in gara                        | Non in gara                        | Non in gara                        | Non in gara                        | N.D.                                | N.D.                                | N.D.                                | N.D.                                |                                     |                                     |                                     |
| Gennaro "Jey" Lillo        | Non in gara                    | Non in gara                        | Non in gara                        | Non in gara                        | Non in gara                        | Non in gara                        | Playa Dos (Giorni 22-27)            | Playa Montecristo (Giorno 28)       | Playa Dos (Giorni 29-)              | Playa Dos (Giorni 29-)              |                                     |                                     |                                     |
| Jasmin Melika Salvati      | Non in gara                    | Non in gara                        | Non in gara                        | Non in gara                        | Non in gara                        | Non in gara                        | N.D.                                | N.D.                                | N.D.                                | N.D.                                |                                     |                                     |                                     |
| Jasmin Melika Salvati      | Non in gara                    | Non in gara                        | Non in gara                        | Non in gara                        | Non in gara                        | Non in gara                        | Playa Dos (Giorni 22-36)            | Playa Dos (Giorni 22-36)            | Playa Dos (Giorni 22-36)            | Ultima spiaggia (Giorni 36-)        |                                     |                                     |                                     |
| Loredana Cannata           | Senatori (Giorno 1-15)         | Senatori (Giorno 1-15)             | Senatori (Giorno 1-15)             | Senatori (Giorno 1-15)             | N.D.                               | N.D.                               | N.D.                                | N.D.                                | N.D.                                | N.D.                                |                                     |                                     |                                     |
| Loredana Cannata           | Playa Montecristo (Giorni 1-6) | Playa Uva (Giorni 6-15)            | Playa Uva (Giorni 6-15)            | Playa Uva (Giorni 6-15)            | Playa Dos (Giorni 15-)             | Playa Dos (Giorni 15-)             | Playa Dos (Giorni 15-)              | Playa Dos (Giorni 15-)              | Playa Dos (Giorni 15-)              | Playa Dos (Giorni 15-)              |                                     |                                     |                                     |
| Mario Adinolfi             | Senatori (Giorni 1-15)         | Senatori (Giorni 1-15)             | Senatori (Giorni 1-15)             | Senatori (Giorni 1-15)             | N.D.                               | N.D.                               | N.D.                                | N.D.                                | N.D.                                | N.D.                                |                                     |                                     |                                     |
| Mario Adinolfi             | Playa Uva (Giorni 1-15)        | Playa Uva (Giorni 1-15)            | Playa Uva (Giorni 1-15)            | Playa Uva (Giorni 1-15)            | Playa Dos (Giorni 15-)             | Playa Dos (Giorni 15-)             | Playa Dos (Giorni 15-)              | Playa Dos (Giorni 15-)              | Playa Dos (Giorni 15-)              | Playa Dos (Giorni 15-)              |                                     |                                     |                                     |
| Omar Fantini               | Senatori (Giorni 1-15)         | Senatori (Giorni 1-15)             | Senatori (Giorni 1-15)             | Senatori (Giorni 1-15)             | N.D.                               | N.D.                               | N.D.                                | N.D.                                | N.D.                                | N.D.                                |                                     |                                     |                                     |
| Omar Fantini               | Playa Uva (Giorni 1-10)        | Playa Uva (Giorni 1-10)            | Playa Montecristo (Giorni 10-12)   | Playa Uva (Giorni 12-15)           | Playa Dos (Giorni 15-)             | Playa Dos (Giorni 15-)             | Playa Dos (Giorni 15-)              | Playa Dos (Giorni 15-)              | Playa Dos (Giorni 15-)              | Playa Dos (Giorni 15-)              |                                     |                                     |                                     |
| Paolo Vallesi              | Senatori (Giorni 1-15)         | Senatori (Giorni 1-15)             | Senatori (Giorni 1-15)             | Senatori (Giorni 1-15)             | N.D.                               | N.D.                               | N.D.                                | N.D.                                | N.D.                                | N.D.                                |                                     |                                     |                                     |
| Paolo Vallesi              | Playa Uva (Giorni 1-15)        | Playa Uva (Giorni 1-15)            | Playa Uva (Giorni 1-15)            | Playa Uva (Giorni 1-15)            | Playa Dos (Giorni 15-36)           | Playa Dos (Giorni 15-36)           | Playa Dos (Giorni 15-36)            | Playa Dos (Giorni 15-36)            | Playa Dos (Giorni 15-36)            | Ultima spiaggia (Giorni 36-)        |                                     |                                     |                                     |
| Patrizia Rossetti          | Senatori (Giorni 1-15)         | Senatori (Giorni 1-15)             | Senatori (Giorni 1-15)             | Senatori (Giorni 1-15)             | N.D.                               | N.D.                               | N.D.                                | N.D.                                | N.D.                                | N.D.                                |                                     |                                     |                                     |
| Patrizia Rossetti          | Playa Uva (Giorni 1-15)        | Playa Uva (Giorni 1-15)            | Playa Uva (Giorni 1-15)            | Playa Uva (Giorni 1-15)            | Playa Dos (Giorni 15-)             | Playa Dos (Giorni 15-)             | Playa Dos (Giorni 15-)              | Playa Dos (Giorni 15-)              | Playa Dos (Giorni 15-)              | Playa Dos (Giorni 15-)              |                                     |                                     |                                     |
| Teresanna Pugliese         | Giovani (Giorni 1-15)          | Giovani (Giorni 1-15)              | Giovani (Giorni 1-15)              | Giovani (Giorni 1-15)              | N.D.                               | N.D.                               | N.D.                                | N.D.                                | N.D.                                | N.D.                                |                                     |                                     |                                     |
| Teresanna Pugliese         | Playa Uva (Giorni 1-15)        | Playa Uva (Giorni 1-15)            | Playa Uva (Giorni 1-15)            | Playa Uva (Giorni 1-15)            | Playa Dos (Giorni 15-)             | Playa Dos (Giorni 15-)             | Playa Dos (Giorni 15-)              | Playa Dos (Giorni 15-)              | Playa Dos (Giorni 15-)              | Playa Dos (Giorni 15-)              |                                     |                                     |                                     |
| Ahlam El Brinis            | Non in gara                    | Non in gara                        | Non in gara                        | Non in gara                        | Non in gara                        | Non in gara                        | N.D.                                | N.D.                                | N.D.                                | N.D.                                | Eliminati (Settimana 7 - Giorno 43) | Eliminati (Settimana 7 - Giorno 43) | Eliminati (Settimana 7 - Giorno 43) |
| Ahlam El Brinis            | Non in gara                    | Non in gara                        | Non in gara                        | Non in gara                        | Non in gara                        | Non in gara                        | Playa Dos (Giorni 22-29)            | Playa Dos (Giorni 22-29)            | Ultima spiaggia (Giorni 29-43)      | Ultima spiaggia (Giorni 29-43)      | Eliminati (Settimana 7 - Giorno 43) | Eliminati (Settimana 7 - Giorno 43) | Eliminati (Settimana 7 - Giorno 43) |
| Mirko Frezza               | Senatori (Giorni 1-15)         | Senatori (Giorni 1-15)             | Senatori (Giorni 1-15)             | Senatori (Giorni 1-15)             | N.D.                               | N.D.                               | N.D.                                | N.D.                                | N.D.                                | N.D.                                | Eliminati (Settimana 7 - Giorno 43) | Eliminati (Settimana 7 - Giorno 43) | Eliminati (Settimana 7 - Giorno 43) |
| Mirko Frezza               | Playa Montecristo (Giorni 1-6) | Playa Uva (Giorni 6-15)            | Playa Uva (Giorni 6-15)            | Playa Uva (Giorni 6-15)            | Playa Dos (Giorni 15-43)           | Playa Dos (Giorni 15-43)           | Playa Dos (Giorni 15-43)            | Playa Dos (Giorni 15-43)            | Playa Dos (Giorni 15-43)            | Playa Dos (Giorni 15-43)            | Eliminati (Settimana 7 - Giorno 43) | Eliminati (Settimana 7 - Giorno 43) | Eliminati (Settimana 7 - Giorno 43) |
| Chiara Balistreri          | Giovani (Giorni 1-15)          | Giovani (Giorni 1-15)              | Giovani (Giorni 1-15)              | Giovani (Giorni 1-15)              | N.D.                               | N.D.                               | N.D.                                | N.D.                                | N.D.                                | N.D.                                | Eliminata (Settimana 7 - Giorno 41) | Eliminata (Settimana 7 - Giorno 41) | Eliminata (Settimana 7 - Giorno 41) |
| Chiara Balistreri          | Playa Montecristo (Giorni 1-6) | Playa Uva (Giorni 6-15)            | Playa Uva (Giorni 6-15)            | Playa Uva (Giorni 6-15)            | Playa Dos (Giorni 15-27)           | Playa Dos (Giorni 15-27)           | Playa Dos (Giorni 15-27)            | Playa Montecristo (Giorno 28)       | Playa Dos (Giorni 29-41)            | Playa Dos (Giorni 29-41)            | Eliminata (Settimana 7 - Giorno 41) | Eliminata (Settimana 7 - Giorno 41) | Eliminata (Settimana 7 - Giorno 41) |
| Alessia Fabiani            | Senatori (Giorni 1-15)         | Senatori (Giorni 1-15)             | Senatori (Giorni 1-15)             | Senatori (Giorni 1-15)             | N.D.                               | N.D.                               | Eliminata (Settimana 4 - Giorno 22) | Eliminata (Settimana 4 - Giorno 22) | Eliminata (Settimana 4 - Giorno 22) | Eliminata (Settimana 4 - Giorno 22) | Eliminata (Settimana 4 - Giorno 22) | Eliminata (Settimana 4 - Giorno 22) | Eliminata (Settimana 4 - Giorno 22) |
| Alessia Fabiani            | Playa Uva (Giorni 1-15)        | Playa Uva (Giorni 1-15)            | Playa Uva (Giorni 1-15)            | Playa Uva (Giorni 1-15)            | Playa Dos (Giorni 15-22)           | Playa Dos (Giorni 15-22)           | Eliminata (Settimana 4 - Giorno 22) | Eliminata (Settimana 4 - Giorno 22) | Eliminata (Settimana 4 - Giorno 22) | Eliminata (Settimana 4 - Giorno 22) | Eliminata (Settimana 4 - Giorno 22) | Eliminata (Settimana 4 - Giorno 22) | Eliminata (Settimana 4 - Giorno 22) |
| Carly Tommasini            | Giovani (Giorni 1-15)          | Giovani (Giorni 1-15)              | Giovani (Giorni 1-15)              | Giovani (Giorni 1-15)              | N.D.                               | N.D.                               | Ritirata (Settimana 4 - Giorno 22)  | Ritirata (Settimana 4 - Giorno 22)  | Ritirata (Settimana 4 - Giorno 22)  | Ritirata (Settimana 4 - Giorno 22)  | Ritirata (Settimana 4 - Giorno 22)  | Ritirata (Settimana 4 - Giorno 22)  | Ritirata (Settimana 4 - Giorno 22)  |
| Carly Tommasini            | Playa Uva (Giorni 1-15)        | Playa Uva (Giorni 1-15)            | Playa Uva (Giorni 1-15)            | Playa Uva (Giorni 1-15)            | Playa Dos (Giorni 15-22)           | Playa Dos (Giorni 15-22)           | Ritirata (Settimana 4 - Giorno 22)  | Ritirata (Settimana 4 - Giorno 22)  | Ritirata (Settimana 4 - Giorno 22)  | Ritirata (Settimana 4 - Giorno 22)  | Ritirata (Settimana 4 - Giorno 22)  | Ritirata (Settimana 4 - Giorno 22)  | Ritirata (Settimana 4 - Giorno 22)  |
| Antonella Mosetti          | Senatori (Giorni 1-15)         | Senatori (Giorni 1-15)             | Senatori (Giorni 1-15)             | Senatori (Giorni 1-15)             | N.D.                               | Ritirata (Settimana 3 - Giorno 17) | Ritirata (Settimana 3 - Giorno 17)  | Ritirata (Settimana 3 - Giorno 17)  | Ritirata (Settimana 3 - Giorno 17)  | Ritirata (Settimana 3 - Giorno 17)  | Ritirata (Settimana 3 - Giorno 17)  | Ritirata (Settimana 3 - Giorno 17)  | Ritirata (Settimana 3 - Giorno 17)  |
| Antonella Mosetti          | Playa Uva (Giorni 1-15)        | Playa Uva (Giorni 1-15)            | Playa Uva (Giorni 1-15)            | Playa Uva (Giorni 1-15)            | Playa Dos (Giorni 15-17)           | Ritirata (Settimana 3 - Giorno 17) | Ritirata (Settimana 3 - Giorno 17)  | Ritirata (Settimana 3 - Giorno 17)  | Ritirata (Settimana 3 - Giorno 17)  | Ritirata (Settimana 3 - Giorno 17)  | Ritirata (Settimana 3 - Giorno 17)  | Ritirata (Settimana 3 - Giorno 17)  | Ritirata (Settimana 3 - Giorno 17)  |
| Nunzio Stancampiano        | Giovani (Giorni 1-15)          | Giovani (Giorni 1-15)              | Giovani (Giorni 1-15)              | Giovani (Giorni 1-15)              | Ritirati (Settimana 3 - Giorno 15) | Ritirati (Settimana 3 - Giorno 15) | Ritirati (Settimana 3 - Giorno 15)  | Ritirati (Settimana 3 - Giorno 15)  | Ritirati (Settimana 3 - Giorno 15)  | Ritirati (Settimana 3 - Giorno 15)  | Ritirati (Settimana 3 - Giorno 15)  | Ritirati (Settimana 3 - Giorno 15)  | Ritirati (Settimana 3 - Giorno 15)  |
| Nunzio Stancampiano        | Playa Uva (Giorni 1-10)        | Playa Uva (Giorni 1-10)            | Playa Montecristo (Giorni 10-12)   | Playa Uva (Giorni 12-15)           | Ritirati (Settimana 3 - Giorno 15) | Ritirati (Settimana 3 - Giorno 15) | Ritirati (Settimana 3 - Giorno 15)  | Ritirati (Settimana 3 - Giorno 15)  | Ritirati (Settimana 3 - Giorno 15)  | Ritirati (Settimana 3 - Giorno 15)  | Ritirati (Settimana 3 - Giorno 15)  | Ritirati (Settimana 3 - Giorno 15)  | Ritirati (Settimana 3 - Giorno 15)  |
| Samuele "Spadino" Bragelli | Giovani (Giorni 1-15)          | Giovani (Giorni 1-15)              | Giovani (Giorni 1-15)              | Giovani (Giorni 1-15)              | Ritirati (Settimana 3 - Giorno 15) | Ritirati (Settimana 3 - Giorno 15) | Ritirati (Settimana 3 - Giorno 15)  | Ritirati (Settimana 3 - Giorno 15)  | Ritirati (Settimana 3 - Giorno 15)  | Ritirati (Settimana 3 - Giorno 15)  | Ritirati (Settimana 3 - Giorno 15)  | Ritirati (Settimana 3 - Giorno 15)  | Ritirati (Settimana 3 - Giorno 15)  |
| Samuele "Spadino" Bragelli | Playa Uva (Giorni 1-15)        |                                    |                                    |                                    | Ritirati (Settimana 3 - Giorno 15) | Ritirati (Settimana 3 - Giorno 15) | Ritirati (Settimana 3 - Giorno 15)  | Ritirati (Settimana 3 - Giorno 15)  | Ritirati (Settimana 3 - Giorno 15)  | Ritirati (Settimana 3 - Giorno 15)  | Ritirati (Settimana 3 - Giorno 15)  | Ritirati (Settimana 3 - Giorno 15)  | Ritirati (Settimana 3 - Giorno 15)  |
| Camila Giorgi              | Giovani (Giorni 1-15)          | Giovani (Giorni 1-15)              | Giovani (Giorni 1-15)              | Giovani (Giorni 1-15)              | Ritirati (Settimana 3 - Giorno 15) | Ritirati (Settimana 3 - Giorno 15) | Ritirati (Settimana 3 - Giorno 15)  | Ritirati (Settimana 3 - Giorno 15)  | Ritirati (Settimana 3 - Giorno 15)  | Ritirati (Settimana 3 - Giorno 15)  | Ritirati (Settimana 3 - Giorno 15)  | Ritirati (Settimana 3 - Giorno 15)  | Ritirati (Settimana 3 - Giorno 15)  |
| Camila Giorgi              | Playa Montecristo (Giorni 1-6) | Playa Uva (Giorni 6-15)            | Playa Uva (Giorni 6-15)            | Playa Uva (Giorni 6-15)            | Ritirati (Settimana 3 - Giorno 15) | Ritirati (Settimana 3 - Giorno 15) | Ritirati (Settimana 3 - Giorno 15)  | Ritirati (Settimana 3 - Giorno 15)  | Ritirati (Settimana 3 - Giorno 15)  | Ritirati (Settimana 3 - Giorno 15)  | Ritirati (Settimana 3 - Giorno 15)  | Ritirati (Settimana 3 - Giorno 15)  | Ritirati (Settimana 3 - Giorno 15)  |
| Angelo Famao               | Giovani (Giorni 1-9)           | Giovani (Giorni 1-9)               | Giovani (Giorni 1-9)               | Ritirati (Settimana 2 - Giorno 9)  | Ritirati (Settimana 2 - Giorno 9)  | Ritirati (Settimana 2 - Giorno 9)  | Ritirati (Settimana 2 - Giorno 9)   | Ritirati (Settimana 2 - Giorno 9)   | Ritirati (Settimana 2 - Giorno 9)   | Ritirati (Settimana 2 - Giorno 9)   | Ritirati (Settimana 2 - Giorno 9)   | Ritirati (Settimana 2 - Giorno 9)   | Ritirati (Settimana 2 - Giorno 9)   |
| Angelo Famao               | Playa Uva (Giorni 1-9)         |                                    |                                    | Ritirati (Settimana 2 - Giorno 9)  | Ritirati (Settimana 2 - Giorno 9)  | Ritirati (Settimana 2 - Giorno 9)  | Ritirati (Settimana 2 - Giorno 9)   | Ritirati (Settimana 2 - Giorno 9)   | Ritirati (Settimana 2 - Giorno 9)   | Ritirati (Settimana 2 - Giorno 9)   | Ritirati (Settimana 2 - Giorno 9)   | Ritirati (Settimana 2 - Giorno 9)   | Ritirati (Settimana 2 - Giorno 9)   |
| Leonardo Brum              | Giovani (Giorni 1-9)           | Giovani (Giorni 1-9)               | Giovani (Giorni 1-9)               | Ritirati (Settimana 2 - Giorno 9)  | Ritirati (Settimana 2 - Giorno 9)  | Ritirati (Settimana 2 - Giorno 9)  | Ritirati (Settimana 2 - Giorno 9)   | Ritirati (Settimana 2 - Giorno 9)   | Ritirati (Settimana 2 - Giorno 9)   | Ritirati (Settimana 2 - Giorno 9)   | Ritirati (Settimana 2 - Giorno 9)   | Ritirati (Settimana 2 - Giorno 9)   | Ritirati (Settimana 2 - Giorno 9)   |
| Leonardo Brum              | Playa Uva (Giorni 1-9)         |                                    |                                    | Ritirati (Settimana 2 - Giorno 9)  | Ritirati (Settimana 2 - Giorno 9)  | Ritirati (Settimana 2 - Giorno 9)  | Ritirati (Settimana 2 - Giorno 9)   | Ritirati (Settimana 2 - Giorno 9)   | Ritirati (Settimana 2 - Giorno 9)   | Ritirati (Settimana 2 - Giorno 9)   | Ritirati (Settimana 2 - Giorno 9)   | Ritirati (Settimana 2 - Giorno 9)   | Ritirati (Settimana 2 - Giorno 9)   |
| Lorenzo Tano               | Giovani (Giorni 1-6)           | Eliminato (Settimana 2 - Giorno 6) | Eliminato (Settimana 2 - Giorno 6) | Eliminato (Settimana 2 - Giorno 6) | Eliminato (Settimana 2 - Giorno 6) | Eliminato (Settimana 2 - Giorno 6) | Eliminato (Settimana 2 - Giorno 6)  | Eliminato (Settimana 2 - Giorno 6)  | Eliminato (Settimana 2 - Giorno 6)  | Eliminato (Settimana 2 - Giorno 6)  | Eliminato (Settimana 2 - Giorno 6)  | Eliminato (Settimana 2 - Giorno 6)  | Eliminato (Settimana 2 - Giorno 6)  |
| Lorenzo Tano               | Playa Uva (Giorni 1-6)         | Eliminato (Settimana 2 - Giorno 6) | Eliminato (Settimana 2 - Giorno 6) | Eliminato (Settimana 2 - Giorno 6) | Eliminato (Settimana 2 - Giorno 6) | Eliminato (Settimana 2 - Giorno 6) | Eliminato (Settimana 2 - Giorno 6)  | Eliminato (Settimana 2 - Giorno 6)  | Eliminato (Settimana 2 - Giorno 6)  | Eliminato (Settimana 2 - Giorno 6)  | Eliminato (Settimana 2 - Giorno 6)  | Eliminato (Settimana 2 - Giorno 6)  | Eliminato (Settimana 2 - Giorno 6)  |

## Tabella delle nomination e dello svolgimento del programma
Legenda
     Concorrente leader con il potere di mandare in nomination ed immune
     Concorrente leader senza il potere di mandare in nomination e non immune
     Concorrente immune dalle nomination
     Leader squadra dei Senatori
     Leader squadra dei Giovani
     Concorrente su Playa Montecristo
     Concorrente nuovo/rientrato in gioco immune dalle nomination
     Concorrente nominato dal vincitore della prova immunità/Concorrente direttamente in nomination per aver perso la prova immunità o non salvato da una catena di salvataggio/Nominato per aver perso una prova duello
     Concorrente esonerato, non votante/Concorrente non candidato alla finale
     Concorrente vincitore di una prova
     Naufrago/a sull'Ultima spiaggia
     Bacio di Giuda
     Concorrente perdente di una prova/Concorrente non salvato dal leader
     Concorrente nominato per avere l'immunità dal pubblico
     Concorrente finalista segreto
     Concorrente eliminato ma che decide di continuare rimanendo in gioco sull'Ultima spiaggia
     Concorrente salvato dai/dal vincitori/e della prova immunità o da una catena di salvataggio
     Concorrente candidato alla finale
     Concorrente finalista

|                                    |                                    | Settimana 1                     | Settimana 1                                                          | Settimana 3                        | Settimana 4                                          | Settimana 5                                    | Settimana 5                                    | Settimana 6                                                                              | Settimana 6                         | Settimana 7                         | Settimana 7                                                      | Settimana 7                                                      | Settimana 8                                                             | Settimana 8                                                             | Settimana 8                                  | Settimana 8                                  | Ultima settimana                    | Ultima settimana                    | Ultima settimana                              | Ultima settimana                              | Ultima settimana                               | Ultima settimana                               | Numero totale di nomination |
| Giorno 1                           | Giorno 6                           | Giorno 15                       | Giorno 22                                                            | Giorno 29                          | Giorno 29                                            | Giorno 36                                      | Giorno 36                                      | Giorno 41                                                                                | Giorno 43                           | Giorno 43                           | Giorno 50                                                        | Giorno 50                                                        | Giorno 50                                                               | Giorno 50                                                               | Giorno 57                                    | Giorno 57                                    | Giorno 57                           | Giorno 57                           | Giorno 57                                     | Giorno 57                                     |                                                |                                                | Numero totale di nomination |
| ---------------------------------- | ---------------------------------- | ------------------------------- | -------------------------------------------------------------------- | ---------------------------------- | ---------------------------------------------------- | ---------------------------------------------- | ---------------------------------------------- | ---------------------------------------------------------------------------------------- | ----------------------------------- | ----------------------------------- | ---------------------------------------------------------------- | ---------------------------------------------------------------- | ----------------------------------------------------------------------- | ----------------------------------------------------------------------- | -------------------------------------------- | -------------------------------------------- | ----------------------------------- | ----------------------------------- | --------------------------------------------- | --------------------------------------------- | ---------------------------------------------- | ---------------------------------------------- | --------------------------- |
| Leader                             | Leader                             | Omar                            | Omar                                                                 | Omar                               | Teresanna                                            | Omar                                           | Omar                                           | Omar                                                                                     | Omar                                | Omar                                | Omar                                                             | Omar                                                             | nessuno                                                                 | nessuno                                                                 | nessuno                                      | nessuno                                      | nessuno                             | nessuno                             | nessuno                                       | nessuno                                       | nessuno                                        | nessuno                                        | Numero totale di nomination |
| Leader                             | Leader                             | Spadino                         | Nunzio                                                               | Omar                               | Teresanna                                            | Omar                                           | Omar                                           | Omar                                                                                     | Omar                                | Omar                                | Loredana                                                         | Loredana                                                         | nessuno                                                                 | nessuno                                                                 | nessuno                                      | nessuno                                      | nessuno                             | nessuno                             | nessuno                                       | nessuno                                       | nessuno                                        | nessuno                                        | Numero totale di nomination |
|                                    |                                    |                                 |                                                                      |                                    |                                                      |                                                |                                                |                                                                                          |                                     |                                     |                                                                  |                                                                  |                                                                         |                                                                         |                                              |                                              |                                     |                                     |                                               |                                               |                                                |                                                |                             |
| Cristina                           | Cristina                           | Mario                           | Patrizia                                                             | Alessia                            | Patrizia                                             | Omar                                           | Loredana                                       | Prova vinta                                                                              | Chiara                              | Teresanna                           | Prova vinta                                                      | Jey                                                              | Nominati                                                                | Esonerata                                                               | Jey, Teresanna                               | In finale                                    | Prova vinta                         | Jey                                 | Prova vinta                                   | Nomination finale                             | Vincitrice (Settimana 9 - Giorno 57)           | Vincitrice (Settimana 9 - Giorno 57)           | 7                           |
| Mario                              | Mario                              | Alessia                         | Patrizia                                                             | Patrizia                           | Chiara                                               | Immune                                         | Chiara                                         | Prova vinta                                                                              | Chiara                              | Teresanna                           | Prova vinta                                                      | Jey                                                              | Nominati                                                                | Nominato                                                                | Jey                                          | In finale                                    | Prova vinta                         | Loredana                            | Nominato                                      | Nomination finale                             | Secondo classificato (Settimana 9 - Giorno 57) | Secondo classificato (Settimana 9 - Giorno 57) | 12                          |
| Jey                                | Jey                                | Non in gara                     | Non in gara                                                          | Non in gara                        | Mario                                                | Prova vinta                                    | Jasmin                                         | Nominati                                                                                 | Loredana                            | Patrizia                            | Prova vinta                                                      | Cristina                                                         | Prova vinta                                                             | Esonerati                                                               | Loredana, Cristina                           | Candidato                                    | Prova vinta                         | Loredana                            | Prova vinta                                   | Nomination finale                             | Terzo classificato (Settimana 9 - Giorno 57)   | Terzo classificato (Settimana 9 - Giorno 57)   | 9                           |
| Omar                               | Omar                               | Alessia Patrizia                | Mario Antonella                                                      | Mirko                              | Patrizia                                             | Paolo                                          | Teresanna                                      | Nominati                                                                                 | Loredana Teresanna                  | Mirko                               | Prova vinta                                                      | Patrizia                                                         | Nominato                                                                | Esonerati                                                               | Teresanna, Cristina                          | In finale                                    | Prova vinta                         | Cristina                            | Nominato                                      | Quarto classificato (Settimana 9 - Giorno 57) | Quarto classificato (Settimana 9 - Giorno 57)  | Quarto classificato (Settimana 9 - Giorno 57)  | 1                           |
| Loredana                           | Loredana                           | Non votante                     | Mario                                                                | Mirko                              | Chiara                                               | Prova vinta                                    | Paolo                                          | Prova vinta                                                                              | Mirko                               | Patrizia                            | Prova vinta                                                      | Jey                                                              | Prova vinta                                                             | Esonerati                                                               | Teresanna, Jey                               | In finale                                    | Prova vinta                         | Jey                                 | Quinta classificata (Settimana 9 - Giorno 57) | Quinta classificata (Settimana 9 - Giorno 57) | Quinta classificata (Settimana 9 - Giorno 57)  | Quinta classificata (Settimana 9 - Giorno 57)  | 11                          |
| Teresanna                          | Teresanna                          | Leonardo                        | Leonardo                                                             | Alessia                            | Chiara Dino                                          | Chiara                                         | Jasmin                                         | Prova vinta                                                                              | Mario                               | Loredana                            | Prova vinta                                                      | Cristina                                                         | Nominata                                                                | Esonerati                                                               | Loredana, Omar                               | Candidata                                    | Eliminata (Settimana 9 - Giorno 57) | Eliminata (Settimana 9 - Giorno 57) | Eliminata (Settimana 9 - Giorno 57)           | Eliminata (Settimana 9 - Giorno 57)           | Eliminata (Settimana 9 - Giorno 57)            | Eliminata (Settimana 9 - Giorno 57)            | 8                           |
| Patrizia                           | Patrizia                           | Alessia                         | Mario                                                                | Alessia                            | Dino                                                 | Immune                                         | Jasmin                                         | Nominata                                                                                 | Mirko                               | Jey                                 | Prova vinta                                                      | Mario                                                            | Non votante                                                             | Nominati                                                                | Eliminati (Settimana 8 - Giorno 50)          | Eliminati (Settimana 8 - Giorno 50)          | Eliminati (Settimana 8 - Giorno 50) | Eliminati (Settimana 8 - Giorno 50) | Eliminati (Settimana 8 - Giorno 50)           | Eliminati (Settimana 8 - Giorno 50)           | Eliminati (Settimana 8 - Giorno 50)            | Eliminati (Settimana 8 - Giorno 50)            | 18                          |
| Dino                               | Dino                               | Non in gara                     | Non votante                                                          | Patrizia                           | Chiara                                               | Non votante                                    | Non votante                                    | Non votante                                                                              | Non votante                         | Non votante                         | Nominati                                                         | Non votante                                                      | Prova vinta                                                             | Nominati                                                                | Eliminati (Settimana 8 - Giorno 50)          | Eliminati (Settimana 8 - Giorno 50)          | Eliminati (Settimana 8 - Giorno 50) | Eliminati (Settimana 8 - Giorno 50) | Eliminati (Settimana 8 - Giorno 50)           | Eliminati (Settimana 8 - Giorno 50)           | Eliminati (Settimana 8 - Giorno 50)            | Eliminati (Settimana 8 - Giorno 50)            | 2                           |
| Paolo                              | Paolo                              | Mario                           | Antonella                                                            | Patrizia                           | Patrizia                                             | Mirko                                          | Loredana                                       | Nominato                                                                                 | Non votante                         | Non votante                         | Nominati                                                         | Non votante                                                      | Prova persa                                                             | Eliminati (Settimana 8 - Giorno 50)                                     | Eliminati (Settimana 8 - Giorno 50)          | Eliminati (Settimana 8 - Giorno 50)          | Eliminati (Settimana 8 - Giorno 50) | Eliminati (Settimana 8 - Giorno 50) | Eliminati (Settimana 8 - Giorno 50)           | Eliminati (Settimana 8 - Giorno 50)           | Eliminati (Settimana 8 - Giorno 50)            | Eliminati (Settimana 8 - Giorno 50)            | 1                           |
| Jasmin                             | Jasmin                             | Non in gara                     | Non in gara                                                          | Non in gara                        | Patrizia                                             | Nominate                                       | Cristina                                       | Non votante                                                                              | Non votante                         | Non votante                         | Nominati                                                         | Non votante                                                      | Prova persa                                                             | Eliminati (Settimana 8 - Giorno 50)                                     | Eliminati (Settimana 8 - Giorno 50)          | Eliminati (Settimana 8 - Giorno 50)          | Eliminati (Settimana 8 - Giorno 50) | Eliminati (Settimana 8 - Giorno 50) | Eliminati (Settimana 8 - Giorno 50)           | Eliminati (Settimana 8 - Giorno 50)           | Eliminati (Settimana 8 - Giorno 50)            | Eliminati (Settimana 8 - Giorno 50)            | 4                           |
| Ahlam                              | Ahlam                              | Non in gara                     | Non in gara                                                          | Non in gara                        | Mario                                                | Nominate                                       | Non votante                                    | Non votante                                                                              | Non votante                         | Non votante                         | Nominati                                                         | Eliminata (Settimana 7 - Giorno 43)                              | Eliminata (Settimana 7 - Giorno 43)                                     | Eliminata (Settimana 7 - Giorno 43)                                     | Eliminata (Settimana 7 - Giorno 43)          | Eliminata (Settimana 7 - Giorno 43)          | Eliminata (Settimana 7 - Giorno 43) | Eliminata (Settimana 7 - Giorno 43) | Eliminata (Settimana 7 - Giorno 43)           | Eliminata (Settimana 7 - Giorno 43)           | Eliminata (Settimana 7 - Giorno 43)            | Eliminata (Settimana 7 - Giorno 43)            | 0                           |
| Mirko                              | Mirko                              | Non votanti                     | Alessia                                                              | Loredana                           | Patrizia                                             | Salvato                                        | Loredana                                       | Prova vinta                                                                              | Loredana                            | Patrizia                            | Eliminato (Settimana 7 - Giorno 43)                              | Eliminato (Settimana 7 - Giorno 43)                              | Eliminato (Settimana 7 - Giorno 43)                                     | Eliminato (Settimana 7 - Giorno 43)                                     | Eliminato (Settimana 7 - Giorno 43)          | Eliminato (Settimana 7 - Giorno 43)          | Eliminato (Settimana 7 - Giorno 43) | Eliminato (Settimana 7 - Giorno 43) | Eliminato (Settimana 7 - Giorno 43)           | Eliminato (Settimana 7 - Giorno 43)           | Eliminato (Settimana 7 - Giorno 43)            | Eliminato (Settimana 7 - Giorno 43)            | 6                           |
| Chiara                             | Chiara                             | Non votanti                     | Carly                                                                | Mario                              | Mario                                                | Cristina                                       | Jasmin                                         | Nominata                                                                                 | Cristina                            | Eliminata (Settimana 7 - Giorno 41) | Eliminata (Settimana 7 - Giorno 41)                              | Eliminata (Settimana 7 - Giorno 41)                              | Eliminata (Settimana 7 - Giorno 41)                                     | Eliminata (Settimana 7 - Giorno 41)                                     | Eliminata (Settimana 7 - Giorno 41)          | Eliminata (Settimana 7 - Giorno 41)          | Eliminata (Settimana 7 - Giorno 41) | Eliminata (Settimana 7 - Giorno 41) | Eliminata (Settimana 7 - Giorno 41)           | Eliminata (Settimana 7 - Giorno 41)           | Eliminata (Settimana 7 - Giorno 41)            | Eliminata (Settimana 7 - Giorno 41)            | 6                           |
| Alessia                            | Alessia                            | Mario                           | Patrizia                                                             | Patrizia                           | Eliminata (Settimana 4 - Giorno 22)                  | Eliminata (Settimana 4 - Giorno 22)            | Eliminata (Settimana 4 - Giorno 22)            | Eliminata (Settimana 4 - Giorno 22)                                                      | Eliminata (Settimana 4 - Giorno 22) | Eliminata (Settimana 4 - Giorno 22) | Eliminata (Settimana 4 - Giorno 22)                              | Eliminata (Settimana 4 - Giorno 22)                              | Eliminata (Settimana 4 - Giorno 22)                                     | Eliminata (Settimana 4 - Giorno 22)                                     | Eliminata (Settimana 4 - Giorno 22)          | Eliminata (Settimana 4 - Giorno 22)          | Eliminata (Settimana 4 - Giorno 22) | Eliminata (Settimana 4 - Giorno 22) | Eliminata (Settimana 4 - Giorno 22)           | Eliminata (Settimana 4 - Giorno 22)           | Eliminata (Settimana 4 - Giorno 22)            | Eliminata (Settimana 4 - Giorno 22)            | 7                           |
| Carly                              | Carly                              | Leonardo                        | Angelo                                                               | Patrizia                           | Ritirata (Settimana 4 - Giorno 22)                   | Ritirata (Settimana 4 - Giorno 22)             | Ritirata (Settimana 4 - Giorno 22)             | Ritirata (Settimana 4 - Giorno 22)                                                       | Ritirata (Settimana 4 - Giorno 22)  | Ritirata (Settimana 4 - Giorno 22)  | Ritirata (Settimana 4 - Giorno 22)                               | Ritirata (Settimana 4 - Giorno 22)                               | Ritirata (Settimana 4 - Giorno 22)                                      | Ritirata (Settimana 4 - Giorno 22)                                      | Ritirata (Settimana 4 - Giorno 22)           | Ritirata (Settimana 4 - Giorno 22)           | Ritirata (Settimana 4 - Giorno 22)  | Ritirata (Settimana 4 - Giorno 22)  | Ritirata (Settimana 4 - Giorno 22)            | Ritirata (Settimana 4 - Giorno 22)            | Ritirata (Settimana 4 - Giorno 22)             | Ritirata (Settimana 4 - Giorno 22)             | 4                           |
| Antonella                          | Antonella                          | Alessia                         | Mario                                                                | Mirko                              | Ritirata (Settimana 3 - Giorno 17)                   | Ritirata (Settimana 3 - Giorno 17)             | Ritirata (Settimana 3 - Giorno 17)             | Ritirata (Settimana 3 - Giorno 17)                                                       | Ritirata (Settimana 3 - Giorno 17)  | Ritirata (Settimana 3 - Giorno 17)  | Ritirata (Settimana 3 - Giorno 17)                               | Ritirata (Settimana 3 - Giorno 17)                               | Ritirata (Settimana 3 - Giorno 17)                                      | Ritirata (Settimana 3 - Giorno 17)                                      | Ritirata (Settimana 3 - Giorno 17)           | Ritirata (Settimana 3 - Giorno 17)           | Ritirata (Settimana 3 - Giorno 17)  | Ritirata (Settimana 3 - Giorno 17)  | Ritirata (Settimana 3 - Giorno 17)            | Ritirata (Settimana 3 - Giorno 17)            | Ritirata (Settimana 3 - Giorno 17)             | Ritirata (Settimana 3 - Giorno 17)             | 2                           |
| Nunzio                             | Nunzio                             | Lorenzo                         | Leonardo                                                             | Ritirati (Settimana 3 - Giorno 15) | Ritirati (Settimana 3 - Giorno 15)                   | Ritirati (Settimana 3 - Giorno 15)             | Ritirati (Settimana 3 - Giorno 15)             | Ritirati (Settimana 3 - Giorno 15)                                                       | Ritirati (Settimana 3 - Giorno 15)  | Ritirati (Settimana 3 - Giorno 15)  | Ritirati (Settimana 3 - Giorno 15)                               | Ritirati (Settimana 3 - Giorno 15)                               | Ritirati (Settimana 3 - Giorno 15)                                      | Ritirati (Settimana 3 - Giorno 15)                                      | Ritirati (Settimana 3 - Giorno 15)           | Ritirati (Settimana 3 - Giorno 15)           | Ritirati (Settimana 3 - Giorno 15)  | Ritirati (Settimana 3 - Giorno 15)  | Ritirati (Settimana 3 - Giorno 15)            | Ritirati (Settimana 3 - Giorno 15)            | Ritirati (Settimana 3 - Giorno 15)             | Ritirati (Settimana 3 - Giorno 15)             | 1                           |
| Spadino                            | Spadino                            | Leonardo Carly                  | Leonardo                                                             | Ritirati (Settimana 3 - Giorno 15) | Ritirati (Settimana 3 - Giorno 15)                   | Ritirati (Settimana 3 - Giorno 15)             | Ritirati (Settimana 3 - Giorno 15)             | Ritirati (Settimana 3 - Giorno 15)                                                       | Ritirati (Settimana 3 - Giorno 15)  | Ritirati (Settimana 3 - Giorno 15)  | Ritirati (Settimana 3 - Giorno 15)                               | Ritirati (Settimana 3 - Giorno 15)                               | Ritirati (Settimana 3 - Giorno 15)                                      | Ritirati (Settimana 3 - Giorno 15)                                      | Ritirati (Settimana 3 - Giorno 15)           | Ritirati (Settimana 3 - Giorno 15)           | Ritirati (Settimana 3 - Giorno 15)  | Ritirati (Settimana 3 - Giorno 15)  | Ritirati (Settimana 3 - Giorno 15)            | Ritirati (Settimana 3 - Giorno 15)            | Ritirati (Settimana 3 - Giorno 15)             | Ritirati (Settimana 3 - Giorno 15)             | 1                           |
| Camila                             | Camila                             | Non votante                     | Spadino                                                              | Ritirati (Settimana 3 - Giorno 15) | Ritirati (Settimana 3 - Giorno 15)                   | Ritirati (Settimana 3 - Giorno 15)             | Ritirati (Settimana 3 - Giorno 15)             | Ritirati (Settimana 3 - Giorno 15)                                                       | Ritirati (Settimana 3 - Giorno 15)  | Ritirati (Settimana 3 - Giorno 15)  | Ritirati (Settimana 3 - Giorno 15)                               | Ritirati (Settimana 3 - Giorno 15)                               | Ritirati (Settimana 3 - Giorno 15)                                      | Ritirati (Settimana 3 - Giorno 15)                                      | Ritirati (Settimana 3 - Giorno 15)           | Ritirati (Settimana 3 - Giorno 15)           | Ritirati (Settimana 3 - Giorno 15)  | Ritirati (Settimana 3 - Giorno 15)  | Ritirati (Settimana 3 - Giorno 15)            | Ritirati (Settimana 3 - Giorno 15)            | Ritirati (Settimana 3 - Giorno 15)             | Ritirati (Settimana 3 - Giorno 15)             | 0                           |
| Angelo                             | Angelo                             | Lorenzo                         | Carly                                                                | Ritirati (Settimana 2 - Giorno 9)  | Ritirati (Settimana 2 - Giorno 9)                    | Ritirati (Settimana 2 - Giorno 9)              | Ritirati (Settimana 2 - Giorno 9)              | Ritirati (Settimana 2 - Giorno 9)                                                        | Ritirati (Settimana 2 - Giorno 9)   | Ritirati (Settimana 2 - Giorno 9)   | Ritirati (Settimana 2 - Giorno 9)                                | Ritirati (Settimana 2 - Giorno 9)                                | Ritirati (Settimana 2 - Giorno 9)                                       | Ritirati (Settimana 2 - Giorno 9)                                       | Ritirati (Settimana 2 - Giorno 9)            | Ritirati (Settimana 2 - Giorno 9)            | Ritirati (Settimana 2 - Giorno 9)   | Ritirati (Settimana 2 - Giorno 9)   | Ritirati (Settimana 2 - Giorno 9)             | Ritirati (Settimana 2 - Giorno 9)             | Ritirati (Settimana 2 - Giorno 9)              | Ritirati (Settimana 2 - Giorno 9)              | 1                           |
| Leonardo                           | Leonardo                           | Teresanna                       | Carly                                                                | Ritirati (Settimana 2 - Giorno 9)  | Ritirati (Settimana 2 - Giorno 9)                    | Ritirati (Settimana 2 - Giorno 9)              | Ritirati (Settimana 2 - Giorno 9)              | Ritirati (Settimana 2 - Giorno 9)                                                        | Ritirati (Settimana 2 - Giorno 9)   | Ritirati (Settimana 2 - Giorno 9)   | Ritirati (Settimana 2 - Giorno 9)                                | Ritirati (Settimana 2 - Giorno 9)                                | Ritirati (Settimana 2 - Giorno 9)                                       | Ritirati (Settimana 2 - Giorno 9)                                       | Ritirati (Settimana 2 - Giorno 9)            | Ritirati (Settimana 2 - Giorno 9)            | Ritirati (Settimana 2 - Giorno 9)   | Ritirati (Settimana 2 - Giorno 9)   | Ritirati (Settimana 2 - Giorno 9)             | Ritirati (Settimana 2 - Giorno 9)             | Ritirati (Settimana 2 - Giorno 9)              | Ritirati (Settimana 2 - Giorno 9)              | 5                           |
| Lorenzo                            | Lorenzo                            | Nunzio                          | Eliminato (Settimana 1 - Giorno 6)                                   | Eliminato (Settimana 1 - Giorno 6) | Eliminato (Settimana 1 - Giorno 6)                   | Eliminato (Settimana 1 - Giorno 6)             | Eliminato (Settimana 1 - Giorno 6)             | Eliminato (Settimana 1 - Giorno 6)                                                       | Eliminato (Settimana 1 - Giorno 6)  | Eliminato (Settimana 1 - Giorno 6)  | Eliminato (Settimana 1 - Giorno 6)                               | Eliminato (Settimana 1 - Giorno 6)                               | Eliminato (Settimana 1 - Giorno 6)                                      | Eliminato (Settimana 1 - Giorno 6)                                      | Eliminato (Settimana 1 - Giorno 6)           | Eliminato (Settimana 1 - Giorno 6)           | Eliminato (Settimana 1 - Giorno 6)  | Eliminato (Settimana 1 - Giorno 6)  | Eliminato (Settimana 1 - Giorno 6)            | Eliminato (Settimana 1 - Giorno 6)            | Eliminato (Settimana 1 - Giorno 6)             | Eliminato (Settimana 1 - Giorno 6)             | 2                           |
|                                    |                                    |                                 |                                                                      |                                    |                                                      |                                                |                                                |                                                                                          |                                     |                                     |                                                                  |                                                                  |                                                                         |                                                                         |                                              |                                              |                                     |                                     |                                               |                                               |                                                |                                                |                             |
| Annotazioni                        |                                    |                                 |                                                                      |                                    |                                                      |                                                |                                                |                                                                                          |                                     |                                     |                                                                  |                                                                  |                                                                         |                                                                         |                                              |                                              |                                     |                                     |                                               |                                               |                                                |                                                |                             |
| Nominati                           | dal leader                         | Patrizia Carly                  | Antonella Leonardo                                                   | Mirko                              | Dino                                                 | nessuno                                        | Teresanna                                      | nessuno                                                                                  | Teresanna                           | Mirko                               | nessuno                                                          | Patrizia                                                         | nessuno                                                                 | nessuno                                                                 | nessuno                                      | nessuno                                      | nessuno                             | nessuno                             | nessuno                                       | nessuno                                       | nessuno                                        | nessuno                                        |                             |
| Nominati                           | dal gruppo                         | Alessia Mario Leonardo Lorenzo  | Mario Patrizia Carly                                                 | Alessia, Patrizia                  | Chiara, Mario, Patrizia                              | nessuno                                        | Jasmin, Loredana                               | nessuno                                                                                  | Chiara, Loredana, Mirko             | Patrizia, Teresanna                 | nessuno                                                          | Cristina, Jey                                                    | nessuno                                                                 | nessuno                                                                 | Cristina, Loredana, Jey, Teresanna           | Cristina, Loredana, Jey, Teresanna           | Loredana, Jey                       | Loredana, Jey                       | nessuno                                       | nessuno                                       | nessuno                                        | nessuno                                        |                             |
| Nominati                           | alternativi                        | nessuno                         | nessuno                                                              | nessuno                            | nessuno                                              | nessuno                                        | nessuno                                        | nessuno                                                                                  | nessuno                             | nessuno                             | nessuno                                                          | nessuno                                                          | nessuno                                                                 | Dino, Mario, Patrizia                                                   | Cristina, Loredana, Jey, Teresanna           | Cristina, Loredana, Jey, Teresanna           | nessuno                             | nessuno                             | nessuno                                       | Cristina, Jey, Mario                          | Cristina, Jey, Mario                           | Cristina, Jey, Mario                           |                             |
| Nominati                           | dopo una prova                     | nessuno                         | nessuno                                                              | nessuno                            | nessuno                                              | Ahlam, Jasmin                                  | nessuno                                        | Chiara, Jey, Omar, Patrizia, Paolo                                                       | nessuno                             | nessuno                             | Ahlam, Dino, Jasmin, Paolo                                       | nessuno                                                          | Cristina, Mario, Omar, Teresanna                                        | nessuno                                                                 | nessuno                                      | nessuno                                      | nessuno                             | nessuno                             | Mario, Omar                                   | nessuno                                       | nessuno                                        | nessuno                                        |                             |
| Salvati dal televoto               | Salvati dal televoto               | nessuno                         | Mario 48% per salvare Patrizia 21% per salvare Carly 17% per salvare | Nomination Annullate               | Mirko 51,35% per salvare Patrizia 24,35% per salvare | Patrizia 45% per salvare Mario 43% per salvare | Patrizia 45% per salvare Mario 43% per salvare | Teresanna 43% per salvare Loredana 38% per salvare                                       | nessuno                             | Mirko 53% Teresanna 25% per salvare | Patrizia 36% per salvare Teresanna 34% per salvare               | Patrizia 36% per salvare Teresanna 34% per salvare               | Cristina 49% per salvare Jey 34% per salvare                            | Cristina 49% per salvare Jey 34% per salvare                            | Cristina 49% per salvare Jey 34% per salvare | Cristina 49% per salvare Jey 34% per salvare | Jey 65% per salvare                 | Jey 65% per salvare                 | Jey 65% per salvare                           | Jey 65% per salvare                           | Jey 65% per salvare                            | Jey 65% per salvare                            |                             |
| Eliminati/Non salvati dal televoto | Eliminati/Non salvati dal televoto | nessuno                         | Lorenzo 14% per salvare                                              | Nomination Annullate               | Alessia 24,30% per salvare                           | Dino 12% per salvare                           | Dino 12% per salvare                           | Jasmin 19% per salvare                                                                   | nessuno                             | Chiara 22% per salvare              | Mirko 30% per salvare                                            | Mirko 30% per salvare                                            | Patrizia 17% per salvare                                                | Patrizia 17% per salvare                                                | Patrizia 17% per salvare                     | Patrizia 17% per salvare                     | Teresanna 35% per salvare           | Teresanna 35% per salvare           | Teresanna 35% per salvare                     | Teresanna 35% per salvare                     | Teresanna 35% per salvare                      | Teresanna 35% per salvare                      |                             |
| Televoti alternativi/flash         | Televoti alternativi/flash         | nessuno                         | nessuno                                                              | nessuno                            | nessuno                                              | Jasmin 51%                                     | Jasmin 51%                                     | Omar 37% per salvare Patrizia 20% per salvare Chiara 18% per salvare Jey 13% per salvare | nessuno                             | nessuno                             | Paolo 72% per salvare Dino 18% per salvare Jasmin 7% per salvare | Paolo 72% per salvare Dino 18% per salvare Jasmin 7% per salvare | Teresanna 30% per salvare Cristina 27% per salvare Omar 22% per salvare | Teresanna 30% per salvare Cristina 27% per salvare Omar 22% per salvare | Mario 77% per salvare                        | Mario 77% per salvare                        | Jey 58% per salvare                 | Jey 58% per salvare                 | Mario 56% per salvare                         | Cristina 49,71% per vincere                   | Cristina 49,71% per vincere                    | Cristina 49,71% per vincere                    |                             |
| Televoti alternativi/flash         | Televoti alternativi/flash         | nessuno                         | nessuno                                                              | nessuno                            | nessuno                                              | Ahlam 49% per salvare                          | Ahlam 49% per salvare                          | Paolo 12% per salvare                                                                    | nessuno                             | nessuno                             | Ahlam 3% per salvare                                             | Ahlam 3% per salvare                                             | Mario 21% per salvare                                                   | Mario 21% per salvare                                                   | Patrizia 18% per salvare Dino 5% per salvare | Patrizia 18% per salvare Dino 5% per salvare | Loredana 42% per salvare            | Loredana 42% per salvare            | Omar 44% per salvare                          | Jey 25,02% per vincere                        | Mario 25,27% per vincere                       | Mario 25,27% per vincere                       |                             |
| Eliminati dopo una prova           | Eliminati dopo una prova           | nessuno                         | nessuno                                                              | nessuno                            | nessuno                                              | nessuno                                        | nessuno                                        | nessuno                                                                                  | nessuno                             | nessuno                             | nessuno                                                          | nessuno                                                          | Jasmin, Paolo                                                           | Jasmin, Paolo                                                           | Jasmin, Paolo                                | Jasmin, Paolo                                | nessuno                             | nessuno                             | nessuno                                       | nessuno                                       | nessuno                                        | nessuno                                        |                             |
| Isole Alternative                  | Playa Montecristo                  | Camila, Chiara, Loredana, Mirko | Omar, Nunzio                                                         | nessuno                            | nessuno                                              | Chiara, Jey                                    | Chiara, Jey                                    | nessuno                                                                                  | nessuno                             | nessuno                             | nessuno                                                          | nessuno                                                          | nessuno                                                                 | nessuno                                                                 | nessuno                                      | nessuno                                      | nessuno                             | nessuno                             | nessuno                                       | nessuno                                       | nessuno                                        | nessuno                                        | nessuno                     |
| Isole Alternative                  | Ultima spiaggia                    | nessuno                         | nessuno                                                              | nessuno                            | nessuno                                              | Ahlam, Dino                                    | Ahlam, Dino                                    | Ahlam, Dino, Jasmin, Paolo                                                               | Ahlam, Dino, Jasmin, Paolo          | Ahlam, Dino, Jasmin, Paolo          | Dino, Jasmin, Paolo                                              | Dino, Jasmin, Paolo                                              | Dino, Mario, Patrizia                                                   | Dino, Mario, Patrizia                                                   | nessuno                                      | nessuno                                      | nessuno                             | nessuno                             | nessuno                                       | nessuno                                       | nessuno                                        | nessuno                                        |                             |
| Espulsi                            | Espulsi                            | nessuno                         | nessuno                                                              | nessuno                            | nessuno                                              | nessuno                                        | nessuno                                        | nessuno                                                                                  | nessuno                             | nessuno                             | nessuno                                                          | nessuno                                                          | nessuno                                                                 | nessuno                                                                 | nessuno                                      | nessuno                                      | nessuno                             | nessuno                             | nessuno                                       | nessuno                                       | nessuno                                        | nessuno                                        |                             |
| Ritirati                           | Ritirati                           | nessuno                         | Angelo, Leonardo                                                     | Camila, Nunzio, Spadino            | Antonella, Carly                                     | nessuno                                        | nessuno                                        | nessuno                                                                                  | nessuno                             | nessuno                             | nessuno                                                          | nessuno                                                          | nessuno                                                                 | nessuno                                                                 | nessuno                                      | nessuno                                      | nessuno                             | nessuno                             | nessuno                                       | nessuno                                       | nessuno                                        | nessuno                                        | nessuno                     |
| Nuovi Sbarchi                      | Nuovi Sbarchi                      | nessuno                         | nessuno                                                              | nessuno                            | Ahlam, Jasmin, Jey                                   | nessuno                                        | nessuno                                        | nessuno                                                                                  | nessuno                             | nessuno                             | nessuno                                                          | nessuno                                                          | nessuno                                                                 | nessuno                                                                 | nessuno                                      | nessuno                                      | nessuno                             | nessuno                             | nessuno                                       | nessuno                                       | nessuno                                        | nessuno                                        |                             |

- Omar Fantini è il concorrente che è stato eletto più volte leader in tutta la storia del programma, per un totale complessivo di 7 volte (diventate poi 6 a seguito di una revoca per provvedimento disciplinare ricevuto). Prima di allora il record lo detenevano, a pari merito, Soleil Sorge, Isolde Kostner e Luca Daffrè (leader per un totale di 5 volte).

## Cronologia degli episodi

### Prima puntata
La nuova conduttrice Veronica Gentili dà il via alla diciannovesima edizione de L'isola dei famosi, presentando la nuova ed unica opinionista, nonché prima e storica conduttrice del programma, Simona Ventura e il nuovo inviato in Pierpaolo Pretelli. In questa edizione, il cast comprende in totale diciotto naufraghi che saranno equamente divisi in due gruppi da nove naufraghi ciascuno sulla base del gap generazionale. La showgirl ed attrice Alessia Fabiani, la showgirl Antonella Mosetti, la vincitrice della prima edizione del Grande Fratello nonché conduttrice di un'edizione di Paperissima Sprint (ambientata in un'isola deserta), Cristina Plevani, l'attrice Loredana Cannata, l'attore Mirko Frezza, il comico Omar Fantini, l'ex cantante Paolo Vallesi e la conduttrice Patrizia Rossetti costituiscono il gruppo dei Senatori: ad essi va però aggiunto il giornalista ed ex deputato Mario Adinolfi che, a causa della sua condizione fisica, non parteciperà alla prima prova leader ma raggiungerà direttamente il suo gruppo in Palapa. Il gruppo dei Giovani è invece formato dal cantante partenopeo Angelo Famao, la tennista Camila Giorgi, l'influencer e modella transgender Carly Tommasini, l'influencer Chiara Balistreri (nota per la sua storia di denuncia contro la violenza subita dall'ex compagno), il modello brasiliano Leonardo Brum, il figlio d'arte Lorenzo Tano (figlio dell'ex attore pornografico Rocco Siffredi), il ballerino ed ex partecipante della ventunesima edizione di Amici Nunzio Stancampiano, l'influencer e partecipante al programma Italia Shore Samuele "Spadino" Bragelli e l'ex tronista di Uomini e donne Teresanna Pugliese. Entrambi i gruppi si affrontano in due sfide diverse per stabilire i due Leader di ciascun gruppo: per i Senatori si tratta di una prova a tempo in cui vincerà il naufrago a superare un percorso ad ostacoli nel tempo minore e a trionfare è Omar Fantini; per i Giovani si tratta invece di una prova di resistenza in cui a vincere è il naufrago che rimarrà aggrappato per ultimo e a trionfare è Samuele. Per entrambi i gruppi, è quindi prevista un’inattesa catena di salvataggi che porterà gli ultimi due esclusi ad abbandonare Playa Palapa ma il Leader potrà, qualora volesse, sostituire uno dei due esclusi con uno dei naufraghi salvati: ad essere esclusi per i Senatori risultano Loredana e Mirko (ordine di salvataggio: Omar, Alessia, Cristina, Paolo, Patrizia, Antonella) e Omar decide di non operare alcuna sostituzione; per i Giovani ad essere esclusi risultano Chiara e Teresanna (ordine di salvataggio: Samuele, Nunzio, Angelo, Leonardo, Carly, Lorenzo, Camila) ma Spadino decide di sostituire Teresanna con Camila, che deve abbandonare Playa Palapa insieme a Chiara. I quattro esclusi (Camila, Chiara, Loredana e Mirko) non sono eliminati e potranno successivamente guadagnarsi il rientro nelle rispettive squadre mentre nel frattempo dovranno sopravvivere su Montecristo, un luogo impervio e ricco di difficoltà. Nel frattempo, Senatori e Giovani si affrontano nella prova ricompensa che vede contrapposti solo i Leader, i quali devono cercare di recuperare il numero maggiore di idoli su cinque per farsi che i loro compagni di squadra possano godere di alcuni vestiti e dei propri oggetti personali: sia Omar che Samuele decidono inoltre di cedere il sacco con i propri indumenti personali per fare in modo che un altro compagno di squadra possa beneficiare della ricompensa. Infine, i naufraghi entrano in Palapa e affrontano le nomination: per i Giovani i più votati risultano Leonardo e Lorenzo (con due voti) per cui Samuele, essendo Leader, decide di salvare Leonardo e condannare Lorenzo per poi esprimere la sua nomination diretta contro Carly; per i Senatori i più votati risultano Alessia e Mario (con tre voti) per cui Omar, essendo Leader, decide di salvare Alessia e condannare Mario per poi esprimere la sua nomination diretta contro Patrizia. I naufraghi che si sfideranno al televoto per l'eliminazione sono dunque Carly, Lorenzo, Mario e Patrizia.

### Seconda puntata
La seconda puntata si apre mostrando i temi principali proprio della stessa, introdotti dalla conduttrice. Dopo un primo collegamento con i naufraghi in Palapa vengono mostrate le prime immagini dei giorni trascorsi dai naufraghi sopra Playa Uva e subito dopo viene chiuso il televoto. A seguito del ritiro e ripensamento, quindi con il successivo reintegro degli stessi nel programma, Angelo e Leonardo vengono sanzionati togliendo loro la possibilità di partecipare alla prova leader. Con il 14% dei voti (contro il 48% di Mario, il 21% di Patrizia e il 17% di Carly), Lorenzo Tano è eliminato e abbandona definitivamente il programma. In seguito, dopo aver trascorso 5 giorni su Playa Montecristo Chiara, Camila, Loredana e Mirko vengono integrati, sempre però in suddivisione Senatori e Giovani, al gruppo dei naufraghi; allo stesso modo dopo la sua clip di presentazione entra a far parte, in qualità di nuovo naufrago, Dino Giarrusso. La puntata prosegue mostrando gli scontri, nei precedenti giorni, tra i naufraghi e l'accensione del fuoco avvenuta però contravvenendo alle regole del programma comportando la loro esclusione dalla prova ricompensa. Successivamente vengono svolte le rispettive prove leader, per i due gruppi, che vedono eleggere come leader Omar per la squadra dei Senatori e Nunzio per la squadra dei Giovani. Al gruppo dei primi il programma permette la conquista del fuoco attraverso una prova a sè dedicata, che viene successivamente vinta. Infine, i naufraghi entrano in Palapa e affrontano le nomination: per i Giovani la più votata risulta Carly (con due voti) per cui Samuele, essendo Leader, decide di salvare Leonardo e condannare Lorenzo per poi esprimere la sua nomination diretta contro Carly e in seguito il leader del loro gruppo, Nunzio, esprime la propria votazione diretta per Leonardo; per i Senatori i più votati risultano Patrizia e Mario per cui Omar, essendo Leader, decide di salvare Mario e condannare Patrizia per poi esprimere la sua nomination diretta contro Antonella. I naufraghi che si sfideranno al televoto per l'eliminazione sono dunque Carly, Leonardo, Antonella e Patrizia.

### Terza puntata
La terza puntata della diciannovesima edizione dell’Isola dei Famosi è una puntata di scontri e molteplici abbandoni. Il televoto che vedeva infatti coinvolti Antonella, Carly, Leonardo e Patrizia è stato annullato nei giorni precedenti alla messa in onda a causa del ritiro definitivo di Leonardo Brum e Angelo Famao, che già nella settimana precedente si erano ritirati ma avevano avuto la possibilità di essere reintegrati. I naufraghi rimasti in gioco affrontano gli argomenti che hanno caratterizzato la seconda settimana di permanenza sull’isola tra cui lo scontro tra Giovani e Senatori, la mancata solidarietà femminile tra le donne in gioco, lo scontro tra Mirko e Loredana e le insicurezze di Carly. Inoltre, Veronica Gentili si collega direttamente con Camila Giorgi per annunciarne il ritiro a causa di gravi problemi familiari. I naufraghi affrontano le Prove Leader che riguardano Giovani e Senatori separatamente: in settimana i naufraghi avevano affrontato una prova di equilibrio per stabilire i due componenti di ogni gruppo che poi in puntata si sarebbero sfidati per la sfida finale, ma per il gruppo dei Giovani, per cui si erano classificati in origine Camila e Spadino e successivamente Spadino e Nunzio (a causa del ritiro di Camila), la prova viene annullata a causa di una grave infrazione del regolamento da parte degli stessi Spadino e Nunzio, che avrebbero richiesto del cibo ai tecnici presenti sulla spiaggia in vista del loro prossimo ritiro. Per tale motivo i due sono estromessi dalla sfida per guadagnarsi il titolo di Leader e Veronica concede loro un'ultima possibilità per decidere se ritirarsi o meno: entrambi decidono di ritirarsi dal gioco, riducendo il gruppo dei Giovani a sole 3 donne rimaste, ovvero Carly, Chiara e Teresanna, motivo per cui Veronica Gentili annuncia la fine della divisione in gruppi e la fusione dei naufraghi in unico gruppo. Il titolo di Leader unico sarà quindi conteso tra i Senatori e ad essersi classificati per la sfida finale sono Loredana e Omar ma con la vittoria di quest’ultimo, Omar si designa Leader per la terza volta consecutiva. I naufraghi affrontano le nomination che riguardano tutti, senza nessuna divisione tra gruppi e i due più votati si aggiungeranno al nominato dal Leader per l’eliminazione definitiva. Le due naufraghe più votate risultano Patrizia Rossetti (5) e Alessia Fabiani (3) e ad esse si aggiunge Mirko Frezza, nominato direttamente dal Leader Omar Fantini. A sfidarsi al televoto saranno dunque Alessia, Mirko e Patrizia.

## Prove Leader
Nella tabella sono riassunte tutte le prove del Migliore (Leader) di questa edizione con i relativi risultati.
| Giorno | Concorrenti                                      | Descrizione della prova | Esito |
| ------ | ------------------------------------------------ | --- | --- |
| 1      | La squadra dei Giovani e la squadra dei Senatori | La prova per la squadra dei Giovani consiste nel rimanere per più tempo possibile aggrappati su un letto di legno che pian piano si inclina verso il mare, con dell'acqua che poco per volta cade verso il capo dei naufraghi: vince chi resiste più a lungo; La prova per la squadra dei Senatori consiste in un percorso ad ostacoli con l’obiettivo di recuperare una chiave che successivamente permetta di aprire una porta, fino a suonare infine il gong: vince chi completa per primo il percorso.                               | Samuele "Spadino" Bragelli e Omar Fantini vincono la prova, permettendo così loro di diventare leader della settimana, rispettivamente della squadra dei Giovani e della squadra dei Senatori. |
| 6      | La squadra dei Giovani e la squadra dei Senatori | La prova per la squadra dei Giovani consiste nel recuperare in mare delle palle da basket per poi salire su una piattaforma a distanza da un canestro da centrare: vince chi per primo fa tre centri; la prova per la squadra dei Senatori consiste nel fare resistenza con le braccia tese attaccate ad un manubrio, con l’obiettivo di non far cadere il secchio di fango in testa: vince chi resiste più a lungo. | Nunzio Stancampiano e Omar Fantini vincono la prova, permettendo così loro di diventare leader della settimana, rispettivamente della squadra dei Giovani e della squadra dei Senatori.        |
| 15     | Omar Fantini e Loredana Cannata                  | La prova, avvenuta dopo aver identificato i vincitori di una preselettiva (incentrata sull'equilibrio per il maggior tempo possibile, su di una palizzata alta nel mare, dapprima con l'uso di due gambe, poi una e così via) in settimana, vedente vincenti 4 naufraghi (diventati 2 a seguito del ritiro di essi) viene denominata: L'uomo vitruviano. La prova consiste nel rimanere appesi a delle pedane in mare che man mano si inclineranno verso l'acqua e almeno uno dei due sfidanti deve rimanere appeso per almeno 3 minuti. | Omar Fantini vince la prova diventando così leader della settimana, e ottenendo l'immunità dalle nomination per sé stesso.                                                                     |
| 22     | Omar Fantini e Teresanna Pugliese                | La prova, avvenuta dopo aver identificato i vincitori di una preselettiva (incentrata sullo spingimento di due dischi da non far cadere, con le gambe contro una parete di fronte a loro, seduti su di una struttura in legno ed aiutandosi solo con le mani) in settimana, consiste nell'affrontare un percorso all'interno di una gabbia contenente fili intrecciati senza un ordine ed arrivare per primi alla campanella da suonare al di fuori di essa, per concludere così vincendo.                                               | Teresanna Pugliese vince la prova diventando così leader della settimana, e ottenendo l'immunità dalle nomination per sé stessa.                                                               |
| 29     | Omar Fantini e Chiara Balistreri                 | La prova, avvenuta dopo aver identificato i vincitori di una preselettiva (incentrata nel rimanere in equilibrio a cavalcioni, sopra un piramidale in legno galleggiante nel mare, per il più tempo possibile, senza cadere in acqua cambiando posizioni con le gambe) viene denominata: L'uomo vitruviano. La prova consiste nel rimanere appesi a delle pedane in mare che man mano si inclineranno verso l'acqua e almeno uno dei due sfidanti deve rimanere appeso per almeno 3 minuti.                                              | Omar Fantini vince la prova diventando così leader della settimana, e ottenendo l'immunità dalle nomination per sé stesso.                                                                     |
| 36     | Omar Fantini e Patrizia Rossetti                 | | Omar Fantini vince la prova diventando così leader della settimana, e ottenendo l'immunità dalle nomination per sé stesso.                                                                     |

## Prove ricompensa
In questa tabella sono riassunte le prove ricompensa di questa edizione con i loro risultati:
| Giorno | Concorrenti | Descrizione della prova | Premi in palio                                                                              | Esito |
| ------ | --- | --- | ------------------------------------------------------------------------------------------- | --- |
| 1      | Samuele "Spadino" Bragelli per la squadra dei Giovani e Omar Fantini per la squadra dei Senatori | La prova consiste nel recuperare delle serpentine in legno impalate nella sabbia, nel mentre che si è legati ad un elastico che fa trazione, e riportarle alla stazione di partenza. Ogni serpentina corrisponde a un sacco guadagnato.                                                       | Sacchi con alcuni indumenti (un paio di magliette, pantaloncini, calzini, scarpe)           | Prova superata: Samuele "Spadino" Bragelli per la squadra dei Giovani guadagna 3 sacchi e Omar Fantini per la squadra dei Senatori guadagna 4 sacchi. |
| 6      | La squadra dei Senatori | La prova consiste nel recuperare dei forzieri in mare, prendere dei pioli e costruire una scala per raggiungere la meta indicata e accendere così il fuoco da guadagnare. | Fuoco                                                                                       | Prova superata. |
| 15     | La squadra dei Giovani contro la squadra dei Senatori | La prova consiste nel rispondere correttamente a delle domande di cultura generale. Vince la squadra al meglio delle 3 risposte esatte. | Spaghetti al pomodoro                                                                       | Prova superata: per un punteggio di 2 risposte esatte a 0, la squadra dei Senatori vince la prova contro la squadra dei Giovani.                      |
| 21     | Cristina Plevani, Mirko Frezza | La prova consiste nel remare con un cayuco fino a raggiungere uno scrigno in mezzo al mare, dopodiché fare una scelta importante a discapito di Loredana. | Polpette al sugo                                                                            | Prova superata. |
| 22     | Ahlam El Brinis, Gennaro "Jey" Lillo, Jasmin Melika Salvati, Dino Giarrusso, Omar Fantini e Loredana Cannata | La prova consiste nel completare in un determinato tempo un percorso da una piattaforma ad un'altra, posizionate in mare e collegate da una fune sulla quale i naufraghi devono spostarsi camminando come funamboli tenendo le mani legate da un elastico.                                    | Maschera da sub, cesto di frutta mista e moka con caffè                                     | Prova non superata. |
| 28     | Chiara Balistreri, Gennaro “Jey” Lillo. | Trascorrere dei giorni in solitario a Montecristo. | Moka con caffè                                                                              | Prova superata. |
| 29     | Gennaro "Jey" Lillo, Mirko Frezza, Cristina Plevani, Paolo Vallesi, Omar Fantini e Loredana Cannata | La prova consiste in una giostra basculante all'interno della quale un naufrago è chiamato a recuperare diversi oggetti geometrici da inserirli in vari canestri, alti 5 metri, corrispondenti alla loro forma, mentre i restanti naufraghi girano la giostra. Tempo a disposizione 5 minuti. | Polpette di melanzane                                                                       | Prova superata. |
| 33     | Loredana Cannata, Mario Adinolfi | Lo spirito dell’isola mette i due naufraghi a dura tentazione proponendogli un pasto completo, ma potranno mangiarlo solo nel caso sceglieranno di non far partecipare due naufraghi alla prossima prova leader.                                                                              | Penne al ragù, hummus con carote, costata, bombolone, banana e caffè                        | Prova superata. |
| 36     | Loredana Cannata e Cristina Plevani | La prova consiste nell'attraversare con canoa e pagaie, in un tempo massimo di 40 minuti, un tratto di distanza in mare che collega Playa Palapa con Playa Uva. | Bicchiere di succo con croissant                                                            | Prova superata. |
| 36     | Mario Adinolfi e Mirko Frezza | La prova consiste nel farsi rasare capelli e barba a zero (per un naufrago) e farsi fare un tatuaggio raffigurante una palma (per l'altro naufrago), | Bistecca di carne                                                                           | Prova superata. |
| 36     | Omar Fantini | Prova denominata: L'uomo vitruviano. La prova consiste che Omar deve battere il record stabilito nelle scorse edizioni del reality di 3 minuti e 28 secondi. | Un chilogrammo di farina                                                                    | Prova superata. |
| 36     | Ahlam El Brinis, Dino Giarrusso sull’ultima spiaggia | La prova consiste che Ahlam viene sottoposta ad un quiz sulla vita di Dino, le domande sono tre, ad ogni risposta esatta la ricompensa aumenta. | 100 grammi di pasta per ogni risposta corretta, i due naufraghi vincono 200 grammi di pasta | Prova superata. |
| 36     | Teresanna Pugliese, Chiara Balistreri e Patrizia Rossetti | La prova consiste nel pescare in una teca contenente vermi animaletti (tipo vermi, blatte, etc.) utilizzando solo una mano, e non vedendo cosa ci sia all'interno della teca, una moneta blu.                                                                                                 | Doccia con acqua dolce                                                                      | Prova superata. |
| 41     | Ahlam El Brinis, Dino Giarrusso, Jasmin Melika Salvati e Paolo Vallesi | Lo spirito dell’isola affida un compito ai naufraghi, quello di girare un videoclip. Se supereranno il tutto vinceranno la ricompensa. | Pollo, maschera da sub.                                                                     | Prova superata. |
| 43     | Cristina Plevani, Gennaro "Jey" Lillo, Loredana Cannata e Omar Fantini per i naufraghi di Playa Dos, contro Ahlam El Brinis, Dino Giarrusso, Jasmin Melika Salvati e Paolo Vallesi per i naufraghi dell'Ultima spiaggia | Prova denominata: Pelota hondureña: La prova consiste nel fare canestro dentro a delle casse di legno dentro l'acqua, portando la squadra che fa più canestri a vincere. | Pizza                                                                                       | Per un totale di 4 canestri a 1, vince la squadra di naufraghi di Playa Dos.                                                                          |
| 43     | Mario Adinolfi | La prova consiste nel superare 3 missioni: la prima: Sostenere un peso da seduto per 30 secondi, la seconda: Rimanere in apnea per lo stesso tempo; la terza: Nuotare per 30 metri in mare aperto.                                                                                            | 9 uova                                                                                      | Prova superata. |
| 44     | Cristina Plevani | Ricompensa ricevuta a seguito del non aver goduto di nessuna sorpresa fisica di presenza durante la puntata. | Polenta                                                                                     | Prova superata. |
| 46     | Mario Adinolfi | Lo spirito dell’isola affida a Mario una missione segreta, nel dettaglio deve far cantare a Teresanna “o mia bella Madunina”, farsi insegnare una posizione yoga da Loredana, far fare a Patrizia una televendita sul riso, ed infine farsi dare un bacio da Omar.                            | 7 uova                                                                                      | Prova superata. |
| 47     | Loredana Cannata | La missione per Loredana è quella di raggiungere un determinato punto della costa, per poi scegliere tra due pietanze di cui una va a suo discapito. | Polpette di manzo o fagioli                                                                 | Sceglie le polpette di manzo per il gruppo. |
| 49     | Gennaro "Jey" Lillo, Teresanna Pugliese | La missione per i due naufraghi e quella di raggiungere Playa palapa con un cayuco, dopodiché scegliere tra una pietanza da mangiarsi solo loro due, o un altro premio per il gruppo. | Parmigiana di melanzane                                                                     | Scelgono di mangiare la pietanza. |
| 50     | Cristina Plevani, Gennaro "Jey" Lillo, Loredana Cannata, Mario Adinolfi, Omar Fantini, Teresanna Pugliese | I naufraghi bendati dovranno seguire le indicazioni di Mario per superare un percorso tortuoso fatto ad ostacoli e recuperare degli amuleti. | Spaghetti con vongole, pasta patate e provola, tiramisù,                                    | |
| 54     | Cristina Plevani, Loredana Cannata, Omar Fantini | |                                                                                             | |

## Prove duello, di immunità e di salvataggio
In questa tabella sono riassunte le prove immunità e di salvataggio di questa edizione con i loro risultati:
| Giorno | Concorrenti                                               | Prova                | Prova                                                                                | Descrizione della prova | Esito |
| Giorno | Concorrenti                                               | Tipo                 | Premi in palio                                                                       | Descrizione della prova | Esito |
| ------ | --------------------------------------------------------- | -------------------- | ------------------------------------------------------------------------------------ | --- | --- |
| 29     | Loredana Cannata contro Jasmin Melika Salvati             | Duello e salvataggio | Salvataggio dalla nomination d'ufficio per il televoto flash ad eliminazione diretta | Prova dell'apnea: Resistere il più tempo possibile in apnea, sott'acqua. | Loredana Cannata vince la prova salvandosi mentre Jasmin Melika Salvati perde andando direttamente in nomination per l'eliminazione diretta al televoto flash. |
| 29     | Ahlam El Brinis contro Gennaro "Jey" Lillo                | Duello e salvataggio | Salvataggio dalla nomination d'ufficio per il televoto flash ad eliminazione diretta | Prova dell'apnea: Resistere il più tempo possibile in apnea, sott'acqua. | Gennaro "Jey" Lillo vince la prova salvandosi mentre Ahlam El Brinis perde andando direttamente in nomination per l'eliminazione diretta al televoto flash. |
| 36     | Loredana Cannata e Cristina Plevani                       | Immunità             | Salvataggio dalla nomination d'ufficio per il televoto flash ad eliminazione diretta | La prova consiste nell'attraversare con canoa e pagaie, in un tempo massimo di 40 minuti, un tratto di distanza in mare che collega Playa Palapa con Playa Uva.                                                                                           | Vincono la prova salvandosi dalla nomination d'ufficio per il televoto flash ad eliminazione diretta. |
| 36     | Mario Adinolfi e Mirko Frezza                             | Immunità             | Salvataggio dalla nomination d'ufficio per il televoto flash ad eliminazione diretta | La prova consiste nel farsi rasare capelli e barba a zero (per un naufrago) e farsi fare un tatuaggio raffigurante una palma (per l'altro naufrago). | Vincono la prova salvandosi dalla nomination d'ufficio per il televoto flash ad eliminazione diretta. |
| 36     | Teresanna Pugliese, Chiara Balistreri e Patrizia Rossetti | Immunità             | Salvataggio dalla nomination d'ufficio per il televoto flash ad eliminazione diretta | La prova consiste nel pescare in una teca contenente vermi animaletti (tipo vermi, blatte, etc.) utilizzando solo una mano, e non vedendo cosa ci sia all'interno della teca, una moneta blu.                                                             | Teresanna Pugliese vince la prova salvandosi dalla nomination d'ufficio per il televoto flash ad eliminazione diretta, mentre Chiara Balistreri e Patrizia Rossetti perdono la stessa andando direttamente in nomination per l'eliminazione diretta al televoto flash. |
| 36     | Omar Fantini                                              | Immunità             | Salvataggio dalla nomination d'ufficio per il televoto flash ad eliminazione diretta | Prova denominata: L'uomo vitruviano. La prova consiste, sfidando un campione di tale prova, nel rimanere appesi a delle pedane in mare che man mano si inclineranno verso l'acqua e almeno uno dei due sfidanti deve rimanere appeso per almeno 3 minuti. | Perdono la prova andando in nomination d'ufficio per il televoto flash ad eliminazione diretta. |
| 36     | Paolo Vallesi e Gennaro "Jey" Lillo                       | Immunità             | Salvataggio dalla nomination d'ufficio per il televoto flash ad eliminazione diretta | La prova consiste nel rimanere attaccati ad una corda in mare, senza cadere, cercando di salire una piramide cercando di rimanere coordinati per arrivare alla cima.                                                                                      | Perdono la prova andando in nomination d'ufficio per il televoto flash ad eliminazione diretta. |

## Prove finali e finalissima
In questa tabella sono riassunte le prove finalista e finali di questa edizione con i loro risultati:
| Giorno | Concorrenti | Tipo di prova | Descrizione della prova | Esito |
| ------ | ----------- | ------------- | ----------------------- | ----- |

## Ascolti

### Prima serata
| Puntata    | Messa in onda  | Telespettatori | Share  | Ospiti |
| ---------- | -------------- | -------------- | ------ | --- |
| 1          | 7 maggio 2025  | 2 039 000      | 18,94% | Zahra Chokri, Silvia Pardolesi, Swami Prinno, Lucrezia Lando                                                  |
| 2          | 12 maggio 2025 | 2 049 000      | 17,49% | Angelo e Carmelo Famao, Silvia Pardolesi, Lucrezia Lando, Swami Prinno, Massimiliano Mosetti, Asia Nuccetelli |
| 3          | 21 maggio 2025 | 1 891 000      | 15,66% | – |
| 4          | 28 maggio 2025 | 1 788 000      | 13,27% | – |
| 5          | 4 giugno 2025  | 1 728 000      | 13,30% | Francesco Lillo                                                                                               |
| 6          | 11 giugno 2025 | 1 799 000      | 15,05% | Giuseppe Cruciani, Gilda "La Giss" Provenzano                                                                 |
| 7          | 16 giugno 2025 | 1 779 000      | 14,90% | Selvaggia Lucarelli, Francesco Vallesi, Roberta Balistreri                                                    |
| 8          | 18 giugno 2025 | 1 684 000      | 14,40% | Giuseppe Cruciani, Scintilla                                                                                  |
| Semifinale | 25 giugno 2025 | 1 721 000      | 15,37% | Giuseppe Cruciani                                                                                             |
| Finale     | 2 luglio 2025  | 1 815 000      | 18,40% | Scintilla, Zahra Chokri, Sara Flaherty                                                                        |
| Media      | Media          | 1 829 000      | 15,68% | |

- Nota 1: La première, con 2 039 000 telespettatori, risulta essere la meno vista della storia de L'isola dei famosi. Prima di allora il record lo deteneva la diciottesima edizione, la cui première aveva totalizzato 2 602 000, sempre in termini di telespettatori.
- Nota 2: La finale, con 1 815 000 telespettatori, risulta essere la meno vista della storia de L'isola dei famosi. Prima di allora il record lo deteneva la diciottesima edizione, la cui première aveva totalizzato 2 340 000, sempre in termini di telespettatori.
- Nota 3:  L'intera edizione, in termini di spettatori risulta la meno vista nella storia del programma, andando a registrare un dato (1 829 000) inferiore ai 2 milioni di telespettatori.